# Servofreno

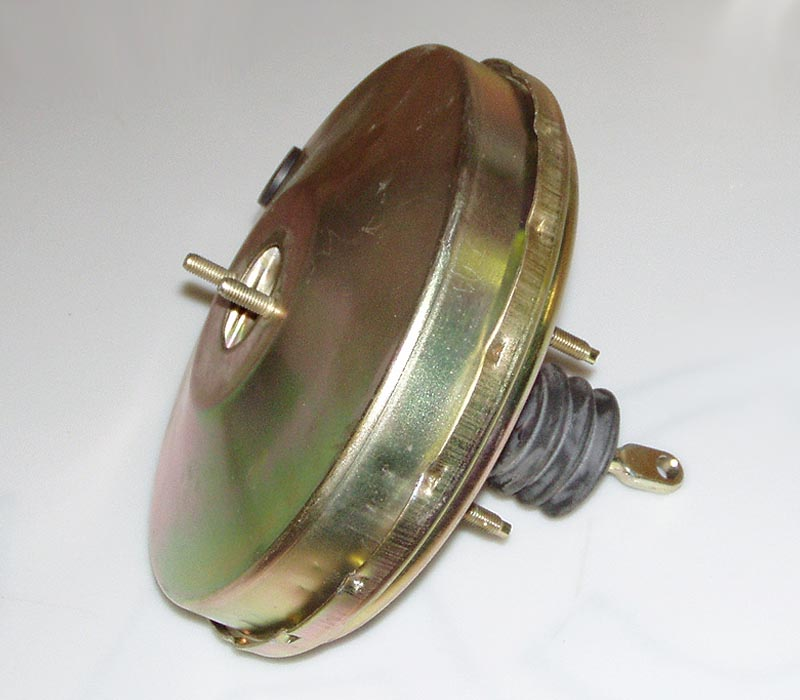
Servofreno a depressione

Il servofreno è un dispositivo che agisce sulla pompa del sistema frenante. Quando si preme sul pedale del freno, questo sistema amplifica la forza esercitata dal conducente.
Nelle vetture moderne si utilizzano servofreni a depressione, che sono composti da una valvola che mette in comunicazione la camera stagna del servofreno con il collettore d'aspirazione, in modo da poter sfruttare la depressione dell'aspirazione per azionare il freno.

## Descrizione
Il sistema è formato da un cilindro metallico in cui scorre un pistone azionato dal conducente tramite un perno, il quale aziona la pompa freno tramite un'asta. Tale azione viene facilitata con lo sfruttamento della differenza di pressione che si va ad esercitare sulla superficie di tale pistone.

Il sistema di depressione viene governato da una valvola a funzionamento retroattivo la quale, a seconda della pressione esercitata sul pedale, regola la differenza di pressione ai due lati del pistone.

## Funzionamento

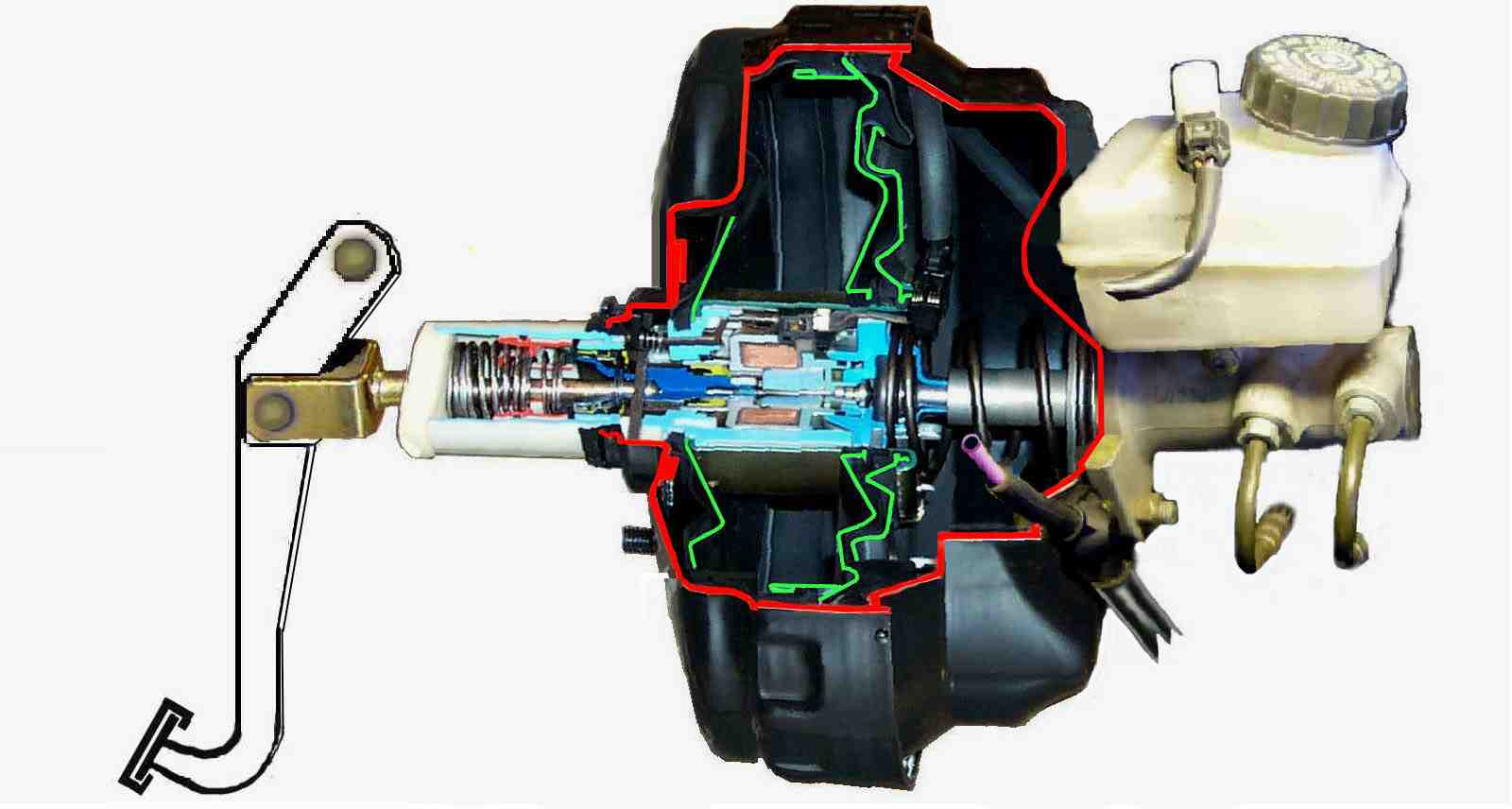
servofreno sezionato

Quando il pedale viene rilasciato, la valvola che permette di generare la depressione è chiusa, e ai due lati del pistone si ha la stessa pressione. Questo perché, con il pedale rilasciato, il perno governato dal pedale e che agisce sul pistone ritorna in posizione di riposo tramite una molla, aprendo un foro sul pistone e permettendo il reflusso dell'aria dalla camera in comunicazione con l'esterno alla camera stagna, quindi il pistone viene tenuto o riportato in posizione di riposo (nessuna azione frenante) tramite una molla.

Quando si preme il pedale, la valvola si apre e genera una depressione nella camera stagna del cilindro, mentre un'altra camera, sul lato opposto, è perennemente in comunicazione con l'esterno. La pressione atmosferica agisce sul pistone, e la forza che viene effettivamente applicata alla pompa freno viene quindi amplificata del rapporto fra la pressione atmosferica e la minore pressione che è ora presente nella camera stagna.

Quando il pedale viene rilasciato, i due lati del disco tornano in comunicazione, perché il perno che spinge sul pistone ritorna in posizione di riposo e apre un foro che mette in comunicazione le due stanze, annullando la differenza di pressioni, in modo che il pistone possa ritornare in posizione di riposo tramite la molla.

## Caratteristiche
I freni con servofreno pneumatico ad azionamento idraulico consentono di ridurre drasticamente lo spazio di frenata grazie alla maggiore forza che si riesce a trasmettere alla pompa freno.
Un sistema complementare al servofreno è l'ABS, che evita il blocco delle ruote durante un arresto improvviso. L'ABS è più rilevante nei sistemi moderni di frenata che consentono una frenata più energica, e che diminuiscono d'altra parte la probabilità delle complicazioni legate al bloccaggio delle ruote.

## In caso d'avaria
Il pedale resta sempre direttamente collegato ai freni, in modo da poter azionare sempre i freni anche con il quadro comandi e motore spenti o con un'avaria del sistema di servizio, seppur richiedendo un maggiore sforzo, dato che la valvola della camera stagna rimane chiusa e invece di creare una depressione per facilitare il suo azionamento si forma una pressione sempre maggiore, che limita l'azionamento del freno.
Questo difetto non è presente con i freni a tamburo o a dischi senza servofreno, per i quali la forza da esercitare sul pedale resta la medesima a motore spento o acceso.

## Attenzione
Con i freni pneumatici o ad azionamento idraulico è sconsigliabile la guida a motore spento, per evitare queste pericolose difficoltà di frenata.
In ogni caso di avaria del servofreno, può essere utilizzato il freno a mano (ma con grande attenzione perché può causare un pericoloso sbandamento del veicolo se le ruote posteriori vengono bloccate), che ha un funzionamento indipendente e di tipo meccanico (a meno che non si tratti di un freno a mano elettrico) quindi efficace sia a motore acceso che spento e a prescindere da problemi alle centraline elettroniche.
Inoltre se il cambio non è in folle, quando il quadro motore viene spento, il veicolo rallenta fino ad arrestarsi, qualunque sia la marcia inserita, per effetto del freno motore, ciò non toglie che in caso d'avaria è pericoloso spegnere il motore mentre si muove ad alte velocità, è consigliabile invece rallentare rilasciando l'acceleratore e aiutandosi con marce basse e il freno a mano e a velocità più moderate spegnere il motore per arrestare il veicolo.